# Bandeira de Kirov
A Bandeira de Kirov é um dos símbolos oficiais do oblast de Kirov, uma subdivisão da Federação Russa. Foi aprovada em 30 de junho de 2003.

## Descrição
Seu desenho consiste em um retângulo de proporção largura-comprimento de 2:3, dividida em três listras horizontais de larguaras diferentes: uma branca superior equivalente à 3/4 da largura total, uma verde intermediária equivalente a 1/8 e uma azul inferior também equivalente a 1/8 da largura. No centro da faixa branca a uma distância de 1/8 da borda superior e inferior está o escudo do oblast. 

## Simbologia
A interpretação das cores da bandeira são: 
- Branco - símbolo da pureza da moral, afabilidade e modéstia, além da neve do inverno;
- Verde - cor da esperança, alegria e saúde, da fertilidade da terra e das florestas;
- Azul - cor fidelidade, da honestidade, mérito, além do rio Vyatku.